# Elliot Collier
Elliot Collier (Hamilton, 22 de febrero de 1995) es un futbolista neozelandés que juega como delantero.Su equipo actual es el Indy Eleven de la USL Championship estadounidense.

## Trayectoria
Hizo su debut en 2012 jugando para el Waikato en la liga neozelandesa. En 2013 se radicó en los Estados Unidos para jugar en el Loyola Ramblers, el equipo deportivo de la Universidad Loyola Chicago. Tras cuatro años en dicha institución, fue escogido en la tercera ronda del SuperDraft de la MLS 2018 por el Chicago Fire, equipo con el que más adelante firmaría un contrato profesional. Ya en la primera fecha de la Major League Soccer 2018 ante Sporting Kansas City realizó su primera aparición para el club y luego en la segunda, ante Minnesota United, convirtió su primer gol, aunque el Chicago perdería por 2-1.

## Clubes
| Club                          | País           | Año           |
| ----------------------------- | -------------- | ------------- |
| Hamilton Wanderers            | Nueva Zelanda  | 2012          |
| Waikato                       | Nueva Zelanda  | 2012-2013     |
| Island Bay United             | Nueva Zelanda  | 2013          |
| Loyola Ramblers (Universidad) | Estados Unidos | 2014-2017     |
| Chicago FC United             | Estados Unidos | 2016          |
| Michigan Bucks                | Estados Unidos | 2017          |
| Chicago Fire                  | Estados Unidos | 2018-2021     |
| Indy Eleven (préstamo)        | Estados Unidos | 2018          |
| Memphis 901 FC (préstamo)     | Estados Unidos | 2019          |
| San Antonio FC                | Estados Unidos | 2022          |
| San Diego Loyal SC            | Estados Unidos | 2023          |
| Indy Eleven                   | Estados Unidos | 2024-presente |